# Alfred Rosenberg
Alfred Ernst Rosenberg (Reval, 12 gennaio 1893 – Norimberga, 16 ottobre 1946) è stato un politico, saggista e criminale di guerra tedesco, considerato con Hitler stesso  l'ideologo del Partito nazista, condannato a morte per crimini contro l'umanità e crimini di guerra al processo di Norimberga, per il suo ruolo durante la seconda guerra mondiale e l'Olocausto.
Fu cofondatore e - per quindici anni - direttore del Völkischer Beobachter, organo ufficiale del Partito nazista, nonché unico quotidiano nazionale ammesso dal regime dittatoriale di Hitler.

## Biografia

### Gli studi e l'avvicinamento alla politica
Rosenberg nacque a Reval (città successivamente ribattezzata Tallinn), in Estonia, il 12 gennaio 1893 da una famiglia di tedeschi baltici (al tempo l'Estonia faceva parte dell'Impero zarista). Suo padre, Voldemar Wilhelm Rosenberg, era un imprenditore e commerciante impegnato nel settore calzaturiero, mentre sua madre, Elfrida Karolina Zire, era nata a San Pietroburgo ed era originaria di una famiglia di ugonotti francesi trasferitisi in Russia. Fu con molta probabilità lo scoppio della prima guerra mondiale ad accendere nel giovane Rosenberg un odio crescente verso le popolazioni autoctone dell'Estonia e forse per questo motivo iniziò a interessarsi della questione delle radici del popolo tedesco. Nel 1911 si diplomò presso la Petri-Realschule di Reval e s'iscrisse al Politecnico di Riga. Negli anni della prima guerra mondiale, la sede centrale del Politecnico venne temporaneamente trasferita a Mosca. Durante il suo anno accademico svolto a Mosca, Rosenberg si trovò coinvolto nella rivoluzione russa e l'anno successivo, il 1918, dopo essersi laureato e ricongiunto alla famiglia, fuggì dall'Estonia trovando rifugio prima a Parigi e in seguito a Monaco di Baviera.
Nel capoluogo bavarese Rosenberg cominciò a entrare in contatto con alcuni circoli di controrivoluzionari scappati come lui dalla Russia bolscevica. È controversa la sua adesione alla Società Thule, circolo che già si era connotato per il suo forte antisemitismo e dove avrebbe avuto modo di conoscere il giovane Adolf Hitler, entrato poco prima nella medesima società. È interessante notare come Rosenberg, già all'epoca della sua ipotetica entrata nella società di Thule, aveva raggiunto ormai una considerevole notorietà fra i circoli antisemiti grazie ad alcune sue pubblicazioni, in particolar modo con i suoi due trattati antisemiti, Il cammino degli ebrei attraverso i secoli (in tedesco Die Spur des Juden im Wandel der Zeiten) e L'immoralità nel Talmud (in tedesco Unmoral in Talmud), entrambi dati alle stampe nel 1919.
Dalla sua ipotetica entrata nella Società Thule avrebbe iniziato la sua rapida ascesa ai vertici del nuovo Partito Nazionalsocialista hitleriano, che proprio dalla Società Thule avrebbe preso le mosse, almeno in parte (se non altro per l'apporto ideologico). Rosenberg, grazie alla sua intensa attività nell'ideologia antisemita, venne immediatamente messo da Hitler a capo del nuovo giornale nazista, Völkischer Beobachter, nel 1921 del quale si servì astutamente per far circolare uno dei primi grandi falsi documenti antisemiti su una presunta volontà giudaica di dominare e colonizzare il mondo (il documento, che circolò per molto tempo, era noto come Protocolli dei Savi di Sion), attraverso speculazioni finanziarie (Rosenberg non era nuovo a questo tipo di teorie antisemite e nel 1919 aveva concepito una teoria su un complotto mondiale giudaico-bolscevico-massonico).

### Verso il Terzo Reich: l'ascesa e la fine

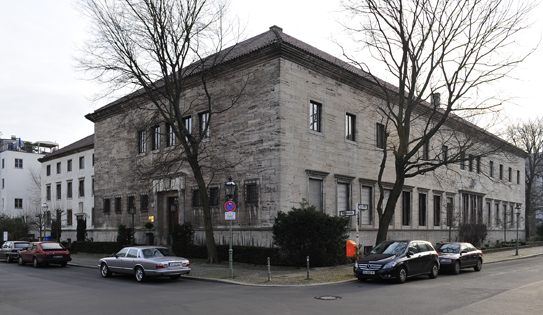
Dal 1942 l'ufficio del ministro per i Territori occupati dell'Est Alfred Rosenberg

Nel 1923 prese parte al fallito Putsch di Monaco a seguito del quale Hitler fu arrestato, il partito sciolto e il giornale cessò le pubblicazioni. Hitler, imprigionato, lo designò per rimpiazzarlo temporaneamente alla guida del partito, consapevole che Rosenberg, vista l'assenza di carisma e di personalità, non avrebbe mai potuto intaccare la sua autorità. Dopo il rilascio del Führer riprese la sua attività, divenendo l'intellettuale del partito. Nel 1930 venne eletto per la prima volta deputato al Parlamento tedesco. Da questa data sino alla fine della guerra mantenne sempre un ruolo di enorme rilevanza all'interno del partito ma soprattutto nei quadri del nuovo impero tedesco, come dimostrano gli incarichi che Hitler gli affidò nel corso degli anni. Come prima nomina, il nuovo Cancelliere assegnò a Rosenberg il ruolo di "Delegato del Führer per l'educazione e la formazione intellettuale e filosofica del partito Nazionalsocialista" nel 1933, incarico che ben rispecchiava la sua figura di leader indiscusso, dopo Hitler, in quanto a dottrina del movimento.
Non solo, sempre dello stesso anno fu la nomina di Rosenberg a "Responsabile Esteri per il Partito" (ruolo che ricoprì sino alla fine della guerra nel 1945) e grazie al quale ebbe modo di tessere stretti rapporti con pressoché tutti i partiti fascisti sparsi nel mondo (ruolo che gli dette una notevole visibilità). Nel 1939, sempre per la sua forte conoscenza della questione ebraica, fondò su ordine di Hitler l'"Istituto di studi sulla questione ebraica" (Institut zur Erforschung der Judenfrage), il cui compito era sostanzialmente diretto a svuotare archivi, musei e gallerie d'arte ebraica europee a "fini di ricerca scientifica". Con il deflagrare della guerra Rosenberg fondò un suo proprio staff operativo, chiamato Einsatzstab Reichsleiter Rosenberg (o Commando Rosenberg), che si occupò principalmente (se non in via esclusiva) di trafugare opere d'arte da tutti i territori occupati dell'Europa ma in modo particolare dalla Francia.
Al 1941 risale invece la sua ultima nomina politica, quella a Ministro dei territori occupati, ruolo grazie al quale ebbe modo di impegnarsi in prima persona alla realizzazione del piano sullo sterminio di massa della popolazione ebraica.
Durante l'occupazione, egli, allora capo del Ministero del Reich per i Territori occupati dell'Est, decise di mettere in pratica l'operazione Heuaktion ("operazione fieno"), volta al rapimento di bambini polacchi per renderli schiavi in Germania.
Dopo la morte di Adolf Hitler, Rosenberg fu escluso dal governo da Karl Dönitz, nuovo Presidente del Reich. Pochi giorno dopo la resa della Germania, fu arrestato dagli Alleati nell'ospedale di Flensburgo, dove era ricoverato per i postumi di una caduta. 
Durante la prigionia a Norimberga, in attesa del giudizio che lo condurrà alla pena di morte, Rosenberg fu autore di una serie di appunti autobiografici che erano tesi a sminuire la sua figura all'interno del partito (forse un ultimo tentativo di difesa contro la pena di morte), accusando dello sterminio soprattutto Goebbels, Himmler e Bormann, sottolineando di essersi occupato essenzialmente di cultura e di ricerca, tendendo a passare le giornate "isolato nelle biblioteche a leggere mentre gli altri gerarchi erano intenti a tessere fitte reti di rapporti ed estendere la loro influenza" (Letzte Aufzeichnungen, Norimberga, 1945/1946).

### Il processo di Norimberga e la condanna a morte

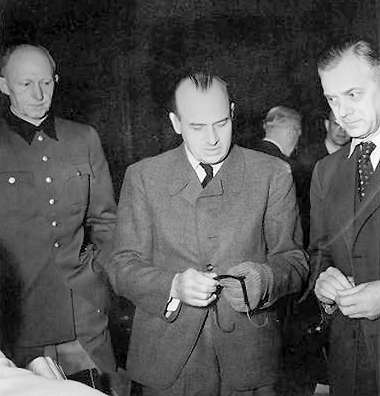
Da destra: Rosenberg, Frank e Jodl durante il processo

Essendo stato catturato dagli Alleati alla fine della guerra, Rosenberg sedette in prima fila al Processo di Norimberga. Fu messo sotto accusa per il suo ruolo politico più che per quello intellettuale.
Durante il processo si isolò dal resto degli imputati, con i quali non era mai stato in buoni rapporti. Non espresse mai pentimento o rimorso per le sue azioni, continuando anzi a sostenere fino all'ultimo la propria fede nel nazismo, sostenendo che i crimini fossero dovuti ad un'errata interpretazione della filosofia nazionalsocialista. Dalle testimonianze degli altri gerarchi emerse inoltre che nessuno di loro aveva letto, se non per poche pagine, Il Mito del XX secolo.

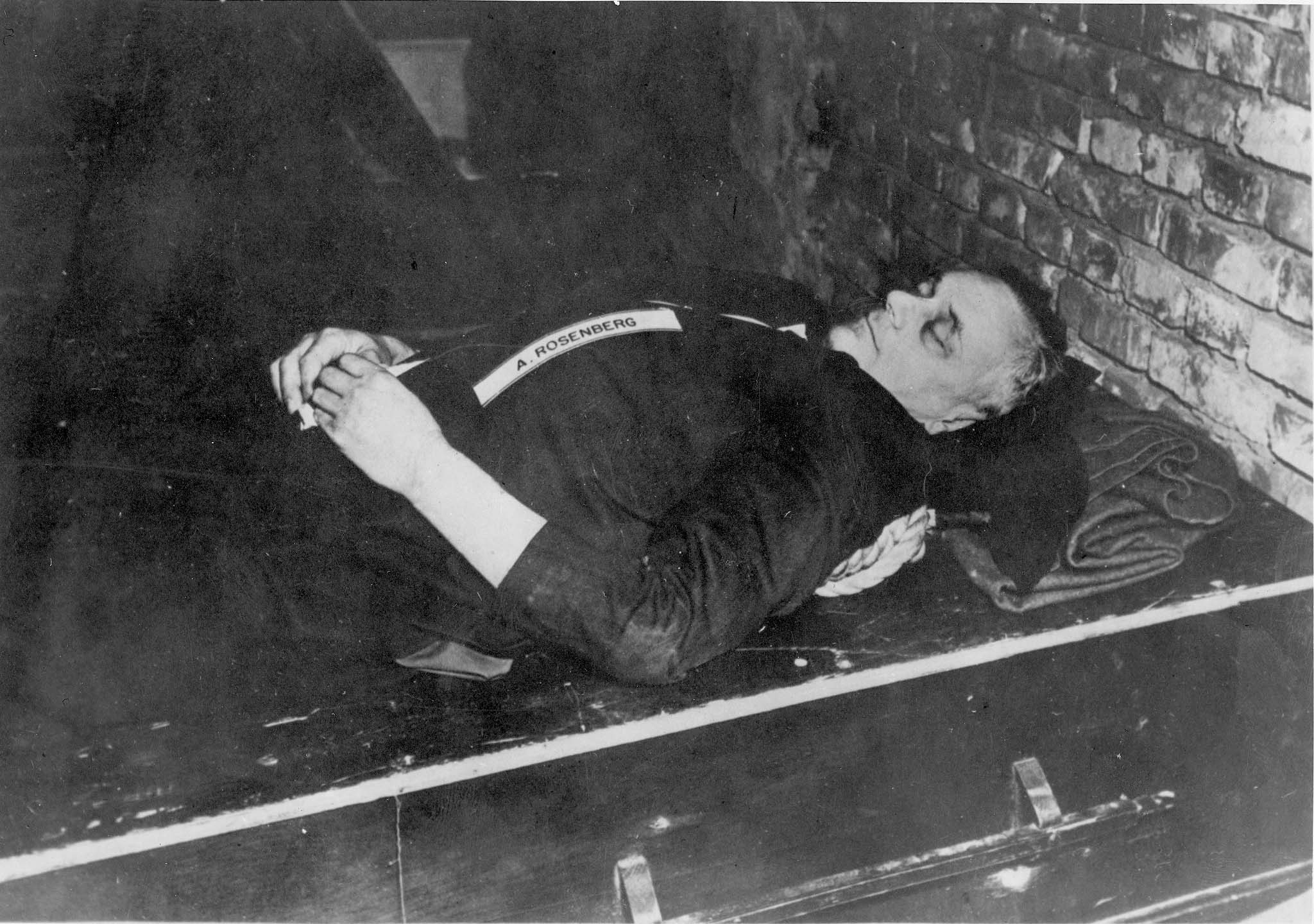
Il corpo di Rosenberg dopo l'impiccagione

Nel suo rapporto medico e psichiatrico sui detenuti, il tenente colonnello W.H. Dunn scrisse di Rosenberg:
Dava l'impressione di aggrapparsi in modo fanatico e intransigente alle proprie teorie e di essere stato ben poco influenzato, durante il processo, dalla scoperta della crudeltà e dei crimini del partito.
Sempre Dunn riassunse in questi termini il conflitto fra il punto di vista di Rosenberg e il pragmatismo degli altri gerarchi:
Il crudele raggiungimento degli obiettivi del nazismo si rivelò essere non la permeazione della vita dei tedeschi con la nuova ideologia, come Rosenberg aveva sperato, ma la concentrazione delle risorse del partito e dello stato nella guerra totale.
Rosenberg fu riconosciuto colpevole di tutti e quattro i capi d'accusa (cospirazione per infrangere il trattato di Versailles, attuazione dell'aggressione, crimini di guerra e crimini contro l'umanità) e condannato a morte per impiccagione. La sentenza fu emessa dal giudice sovietico Iona Nikitchenko il 1º ottobre 1946 e due settimane dopo, il mattino del 16, Rosenberg fu giustiziato. Fu il quarto a salire sul patibolo e l'unico dei condannati a rispondere "No" quando gli venne chiesto se volesse dire qualcosa prima dell'impiccagione. La sua esecuzione fu lenta: Rosenberg impiegò un minuto e mezzo per morire. In seguito, il suo corpo venne cremato nel Cimitero Est di Monaco di Baviera e le ceneri, insieme a quelle di altri 10 imputati, vennero sparse nel Wenzbach, un affluente del fiume Isar, nella medesima città.

## Pensiero di Rosenberg
(Dagli appunti di Rosenberg durante il processo di Norimberga)

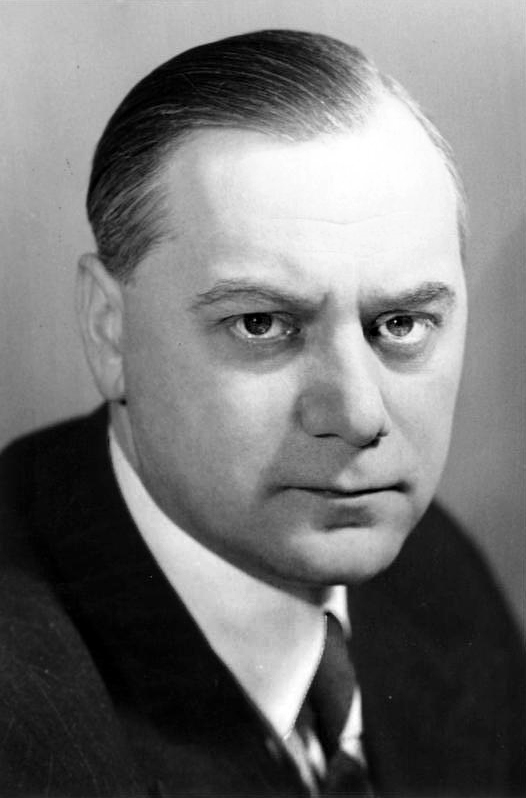
Rosenberg nel 1941

Rosenberg portava avanti un'ideologia fortemente nordicista, razzista biologica e arianista. Al vertice della "gerarchia delle razze" individuava, in conformità all'ideologia razziale nazionalsocialista, gli ariani (nordici, mediterranei, dinarici, alpini ed est baltici), discendenti dalle antiche popolazioni indoeuropee.
Per le sue teorie sulla razza prese spunto da quelle del marchese Joseph Arthur de Gobineau (a sua volta una distorsione della concezione storica di Bailly), di Houston Stewart Chamberlain e di Madison Grant, indicando gli ariani come fondatori di tutte le grandi civiltà del passato, da quella persiana ed egizia a quella dorica e romana,
e sostenendo che il decadimento di tali civiltà, a cui appartiene anche quella tedesca, fosse da ricercarsi nella commistione razziale.
()
Rosenberg sostiene inoltre con forza la teoria del complotto giudeo-massonico-bolscevico (favorendo la diffusione dei Protocolli dei Savi di Sion), l'anticomunismo (con particolare enfasi contro il bolscevismo), il rifiuto della cosiddetta "arte degenerata", le teorie razziste e socialdarwiniste, e la visione messianica di Hitler. Assieme a Hess è il maggior integratore nella dottrina nazionalsocialista del concetto di Lebensraum (Spazio vitale), che porterà all'invasione dell'Europa Orientale.

### Il Mito del XX secoloe il Cristianesimo Positivo
(Inizio del primo capitolo)
Il mito del XX secolo, il libro più celebre di Rosenberg, si rifà alla teoria del pangermanismo e soprattutto all'ideologia razzista propagata da Chamberlain (il titolo stesso è un omaggio a I fondamenti del XIX secolo). Le teorie razziali naziste, influenzate anche dalla matrice ariosofica esoterica, consideravano gli "Atlantidei" (discendenti di Atlantide) come una razza di esseri superiori nordici provenienti da Thule. Rosenberg ebbe a scrivere di una razza superiore nordico-atlantica la cui civiltà fu perduta per colpa della corruzione interna e del tradimento.
Secondo Rosenberg la razza nordica si sarebbe evoluta su un territorio oramai perduto sulla costa occidentale europea, discendente dei mitici atlantidei, migrata poi nell'Europa settentrionale per allargarsi ulteriormente in seguito a sud verso l'Iran e l'India ove fondò le culture ariane dello zoroastrismo e dell'induismo. Come già pensato da Madison Grant e altri, anch'egli sosteneva che l'energia produttiva dei nordici era degenerata a partire dal momento in cui si mescolò con i popoli inferiori.
Nel testo, Rosenberg esamina, tra le altre cose, il cosiddetto Cristianesimo positivo, quella che sperava sarebbe divenuta la religione ufficiale del Terzo Reich.
«Oggi Gesù appare a noi come Signore [Herr] sicuro di sé, nel migliore e più alto significato della parola. È la sua vita che per le genti germaniche acquista significato, non la sua morte tormentata, che è l'immagine sua tra i popoli delle Alpi e del Mediterraneo. Il potente vendicatore, incollerito [Zurnende] nel tempio, l'uomo che trascinava i suoi seguaci, è l'ideale che oggi scaturisce risplendente dai Vangeli, non l'agnello sacrificale dei profeti ebraici, non il crocifisso.»
Rosenberg ergeva Gesù a superuomo, simbolo della razza ariana. In particolare ne esaltava gli aspetti della vita nei quali, secondo i Vangeli, aveva manifestato opposizione nei confronti delle istituzioni ebraiche. Non va tuttavia dimenticato che, nel pensiero di Rosenberg, Gesù non era figlio di Dio, né risorse dai morti (Rosenberg le definisce "leggende"). In pratica, la figura di Gesù viene privata di ogni attributo divino e messianico e viene accostata alle figure di grandi pensatori come Confucio o Meister Eckhart. A Gesù si riconosce il merito di aver superato la frattura "siriaco-etrusco-giudaica" tra umano e divino, in ciò mostrando perfetta sintonia con il panteismo propagandato dal nazionalsocialismo, ostile all'idea di un Dio personale (il concetto di "Provvidenza" per il nazismo è infatti completamente diverso da quello del monoteismo giudaico, cristiano ed islamico).
Nonostante la diffusione del libro (paragonabile a quella del Mein Kampf), le reazioni degli altri gerarchi furono per la maggior parte negative. Molti sottolinearono il conflitto che si sarebbe venuto a creare con gli ambienti cattolici e protestanti, in quanto Rosenberg si opponeva tenacemente a entrambe le religioni, mentre la maggior parte dei gerarchi era seguace di una o dell'altra. Goebbels si rivelò particolarmente critico nei confronti dell'opera e del suo autore, per il quale coniò la locuzione fast Rosenberg (quasi Rosenberg), al fine di indicare qualcuno «quasi in grado di diventare un filosofo, un giornalista o un politico, ma solo quasi». Hitler stesso, che intendeva apparire come l'unico in grado di salvaguardare il cristianesimo dall'ateismo comunista, definì il libro «illogico e derivativo», ma allo stesso tempo assicurò a Rosenberg che si trattava di un libro «molto intelligente». L'atteggiamento del partito nazista verso "Il mito del XX secolo" fu ambivalente: mentre da un lato le dottrine di Rosenberg erano state dichiarate un'opera privata dal valore non ufficiale, dall'altro quest'ultime venivano invece largamente propagandate dai giornali e dalle associazioni naziste.
Il Vaticano prese le distanze da Rosenberg. Il 7 febbraio 1934 l'Osservatore Romano pubblicò un articolo in cui informava che il libro di Rosenberg era stato messo all'Indice, in quanto «mostra disprezzo per tutti i dogmi della Chiesa cattolica, cioè i fondamenti stessi della religione cristiana e li respinge completamente. Sostiene la necessità di fondare una nuova religione o una chiesa germanica e proclama il principio: "Oggi si sta svegliando una nuova fede, il mito del sangue, la fede nel difendere con il sangue l'essenza divina dell'uomo."». Rosenberg, tra l'altro, oscillante tra ateismo e neopaganesimo, si era già distaccato dalle Chiese tradizionali nel 1933 richiedendo (come fecero anche Himmler e Heydrich), con un atto ufficiale (Kirchenaustritt), che il suo nominativo venisse cancellato dagli elenchi dei battezzati nella chiesa cattolica. Nonostante le varie controversie inerenti al libro, l'apporto ideologico di Rosenberg alla dottrina nazionalsocialista rimane comunque di primaria importanza.

## Opere
Il libro Der Mythus des 20. Jahrhunderts, in italiano Il mito del XX secolo è un libro scritto da Rosenberg nel 1930. Il titolo è un riferimento al trattato I fondamenti del XIX secolo di Houston Stewart Chamberlain. Il mito del titolo è il nazionalsocialismo, descritto dall'autore come "il mito del sangue, che sotto l'egida della svastica scatena la rivoluzione mondiale della razza".

Il libro Blood and Honor  si compone di sedici scritti di Rosenberg dal 1919 al 1933, di venti scritti dal 1922 al 1933, di diciassette suoi scritti dal 1920 al 1933 e infine di undici scritti di Rosenberg dal 1925 al 1933.

Il libro Memoirs è un libro di memorie scritto da Rosenberg mentre era in prigione a Norimberga.

- (DE)  Alfred Rosenberg, Der Mythus des 20. Jahrhunderts, 1930.
  - edizione italiana:  Alfred Rosenberg, Il mito del XX secolo. La lotta per i valori, Roma, Thule Italia editrice, 2010.
- (EN)  Alfred Rosenberg, Blood and Honor, North Charleston, Createspace Independent Publishing, 2016, ISBN 978-15-3090-934-6.
- (EN)  Alfred Rosenberg, Memors, San Francisco, Blurb Inc, 2019, ISBN 978-13-8999-797-6.

## Rosenberg nella finzione letteraria
La figura di Alfred Rosenberg è stata anche oggetto di trasposizioni nella finzione letteraria. Nel libro The Spinoza Problem del 2012, Irvin D. Yalom, partendo da un evento storico realmente accaduto - il sequestro dell'intero contenuto del museo Spinoza di Rijnsburg da parte di unità dipendenti da Rosenberg - immagina una romanzesca vita parallela tra il filosofo ebreo e l'ideologo nazista.